# Vicky Luengo
María Victoria Luengo Sáez (Palma de Mallorca, 7 de abril de 1990), más conocida como Victoria Luengo o Vicky Luengo, es una actriz española reconocida por su papel protagonista en la serie Antidisturbios (2020), por la que fue nominada a diversos premios, y recibió el Premio Ondas en 2021 a la mejor intérprete femenina en ficción.Además, protagonizó Reina Roja (2024), y ganó el Premio Fundación Princesa de Girona de las Artes (2024) por su "amor por el oficio".

## Biografía
Vicky Luengo nació en Palma, Mallorca, el 7 de abril de 1990, pero vivió en Barcelona (en el barrio de la Sagrada Familia) desde los 4 a los 18 años. Empezó a hacer teatro como actividad extraescolar a la vez que estudiaba la educación primaria, hasta que se apuntó a una escuela de interpretación especializada, la Escola Memory, en Barcelona. La primera vez que se subió al escenario de manera profesional fue con 14 años de edad.

## Trayectoria profesional
Su primer trabajo profesional fue en una obra de teatro infantil musical en la que participó en Barcelona, aunque no fue hasta que formó parte del elenco de Una historia catalana (2013), obra representada en el Teatro Nacional de Cataluña, cuando sintió que verdaderamente había logrado ser actriz. Realizó su primer rodaje en el telefilme Rumors (2007), en el que interpretaba a una adolescente, y de ahí dio el salto a Hospital Central en Telecinco en un episodio. Más adelante, tuvo su primer papel destacado en televisión gracias a su papel de Ari en la serie La pecera de Eva (2010), además de participar como secundaria en papeles de la televisión catalana en el programa infantil Club Super3 y las series El cor de la ciutat y La Riera.
En 2011 tuvo su primer papel protagónico en la serie de Telecinco Homicidios, donde interpretó a María Losada. Su trabajo en la película Born (2014) de Claudio Zulian, le valió un premio en el New York City International Film Festival. Un año más tarde, participó en el largometraje de Dani de la Orden Barcelona, noche de invierno, interpretando a Olga. Más adelante, ganó mayor reconocimiento al participar en la película Las leyes de la termodinámica (2018), dirigida por Mateo Gil.
En 2019 interpretó a Raquel Ramírez en la serie Secretos de Estado, de Telecinco. Un año más tarde, participó en la película Hogar, original de Netflix, y fue una de las protagonistas de la primera temporada de la serie emitida por Amazon Prime Video y Telecinco Madres. Amor y vida, interpretando a Natalia. Ese mismo año, interpretó a la principal protagonista, Laia Urquijo, en la serie original de Movistar+ Antidisturbios, dirigida por Rodrigo Sorogoyen, por la que recibió buenas críticas y por la que obtuvo cinco nominaciones como mejor actriz protagonista de una serie en los Premios Feroz, Premios Forqué, Premios Iris, Fotogramas de Plata y Premios Zapping, además de ser galardonada en decimotercera edición del FesTVal de Vitoria por su interpretación en la serie y «su brillante trayectoria como actriz». También recibió por esta misma serie, el premio a mejor actriz en los premios MiM series.
En septiembre de 2021 estrenó la película Chavalas, donde interpretó a Marta, además, en los últimos meses de 2020, estuvo entregada al rodaje de la película El sustituto. También ha protagonizado, junto a David Verdaguer, un episodio de Historias para no dormir.
En 2022, Luengo ha vuelto al teatro, interpretando a Felicia en la obra El Golem, escrita por Juan Mayorga y dirigida por Alfredo Sanzol para el Teatro María Guerrero. También en el 2022 estrena en el cine Suro, en el papel de coprotagonista junto a Pol López. La película fue el debut de Mikel Gurrea como director de largometraje. Esta ha sido candidata a la Concha de Oro en el Festival de San Sebastián, y recibió dos nominaciones a los Premios Goya, una como mejor director novel y otra para la propia Vicky Luengo, como mejor actriz.
El 29 de febrero de 2024 se estrena Reina Roja, una serie de siete capítulos basada en la novela homónima de Juan Gómez-Jurado. En ella, interpreta a la protagonista, Antonia Scott, que es la persona más inteligente de la Tierra, con un coeficiente intelectual de 242. Unas semanas después de su estreno, Amazon Prime confirma la producción de una segunda temporada, y en julio, una tercera.

## Filmografía

### Cine
| Año  | Título                        | Personaje     | Director                              | Notas        |
| ---- | ----------------------------- | ------------- | ------------------------------------- | ------------ |
| 2008 | Recuerda                      | Laia          | Carlos de Cozar                       | Cortometraje |
| 2009 | Canción de cuna               | Ella          | Vladimir Vera                         | Cortometraje |
| 2009 | Día cero                      | Chica         | Joana Gil-Rico                        | Cortometraje |
| 2010 | Punto de no retorno           | Bibliotecaria | Carlos de Cozar                       | Cortometraje |
| 2011 | Carmen                        | Carmen        | Jacques Malaterre                     |              |
| 2013 | Tu cubata detonante           | Carlina       | Almudena Monzú                        | Cortometraje |
| 2014 | Lágrimas azules               | Sara          | Carlos de Cozar                       | Cortometraje |
| 2014 | Wax                           | Minstrel      | Víctor Matellano                      |              |
| 2014 | Born                          | Marianna      | Claudio Zulian                        |              |
| 2015 | Barcelona, noche de invierno  | Olga          | Dani de la Orden                      |              |
| 2017 | Vacío                         | Paula         | Sergio Martínez Alberto               | Cortometraje |
| 2017 | Trobar-te                     | Clàudia       | Joan Burdeus y Pau Ortiz              | Cortometraje |
| 2017 | Blue Rai                      | Lola          | Pedro B. Abreu                        |              |
| 2017 | Os fillos do sol              | Elena         | Ramón Costafreda y Kiko Ruiz Claverol |              |
| 2018 | Las leyes de la termodinámica | Eva           | Mateo Gil                             |              |
| 2019 | Algo por ahí                  | Mia           | Andrea Slavicek                       | Cortometraje |
| 2020 | Hogar                         | Natalia       | Álex Pastor y David Pastor            |              |
| 2020 | Elsa                          | Ju            | Albert Carbó                          | Cortometraje |
| 2021 | Chavalas                      | Marta         | Carol Rodríguez Colás                 |              |
| 2021 | El sustituto                  | Eva           | Óscar Aibar                           |              |
| 2022 | Suro                          | Helena        | Mikel Gurrea                          |              |
| 2023 | Fiona                         | Fiona         | Rafa Cortés                           | Cortometraje |
| 2024 | Semana 12                     | Inés          | Isabel Delclaux                       | Cortometraje |
| 2024 | Verano en diciembre           | Paloma        | Carolina África                       |              |
| 2024 | La habitación de al lado      | Novia de Fred | Pedro Almodóvar                       |              |

### Televisión
| Año       | Título                                | Personaje                   | Notas                                 |
| --------- | ------------------------------------- | --------------------------- | ------------------------------------- |
| 2007      | Rumors                                | Adolescente                 | Película de televisión                |
| 2008      | El cor de la ciutat                   | Viki                        | 1 episodio                            |
| 2008      | Hospital Central                      | Sandra                      | 1 episodio                            |
| 2009      | El pacto                              | Merche                      | Principal (miniserie); 2 episodios    |
| 2010      | La pecera de Eva                      | Ari                         | Rol recurrente; 36 episodios          |
| 2011      | Club Super 3                          | Viki                        | 1 episodio                            |
| 2011      | Homicidios                            | María Losada                | Principal; 13 episodios               |
| 2011      | La Trinca: la biografía no autorizada | Carmen Martínez Bordiu      | Película de televisión                |
| 2012–2017 | La Riera                              | Míriam Ambrós               | Rol recurrente; 43 episodios          |
| 2013      | El don de Alba                        | Zoe Santos / Natalia Santos | 1 episodios                           |
| 2013      | Camping Paradis                       | Gloria                      | 1 episodios                           |
| 2014      | Salaó                                 | Montserrat                  | 1 episodio                            |
| 2019      | Secretos de Estado                    | Raquel Ramírez              | Principal; 13 episodios               |
| 2020      | Madres. Amor y vida                   | Natalia Revidiu             | Principal (temporada 1); 12 episodios |
| 2020      | Antidisturbios                        | Laia Urquijo                | Protagonista; 6 episodios             |
| 2021      | Historias para no dormir              | Eva                         | Episodio: «Las puertas»               |
| 2022      | Bloom                                 | Emma Castillo               | Serie en formato podcast              |
| 2024      | Reina Roja                            | Antonia Scott               | Protagonista; 7 episodios             |
| 2024      | Yo, adicto                            | Rui                         | Episodio: «La clínica»                |

### Teatro
| Año       | Título                         | Personaje  | Director                   |
| --------- | ------------------------------ | ---------- | -------------------------- |
| 2009      | Plastilina                     |            | Marta Buchaca              |
| 2011      | Volveremos a hablar esta noche | Sandra     | Jaime Palacios             |
| 2012      | Orquestra Club Virginia        | Patty      | Manuel Iborra              |
| 2013      | Una historia catalana          |            | Jordi Casanovas            |
| 2013      | Iaia!                          |            | Roger Peña                 |
| 2014      | El juego del amor y del azar   | Silvia     | Josep Maria Flotats        |
| 2015      | Vilafranca                     | Eva        | Jordi Casanovas            |
| 2015      | Truco als meus germans         |            | Adrian Devant              |
| 2016      | Història                       |            | Pau Roca                   |
| 2016      | Ivanov                         | Sasha      | Àlex Rigola                |
| 2017      | Una vida Americana             | Robin Rose | Víctor Sánchez Rodríguez   |
| 2017      | #LifeSpoiler                   | Sara       | Marc Angelet y Alejo Levis |
| 2017      | Un tret al cap                 |            | Pau Miró                   |
| 2019      | Una gossa en un descampat      | Júlia      | Sergi Belbel               |
| 2019      | Mi película Italiana           | María      | Salva Bolta                |
| 2021      | Principiantes                  | Laura      | Andrés Lima                |
| 2022      | El Golem                       | Felicia    | Alfredo Sanzol             |
| 2023-2024 | Prima Facie                    | Tess       | Juan Carlos Fisher         |

### Vídeos musicales
| Año  | Título                  | Grupo |
| ---- | ----------------------- | ----- |
| 2015 | «Dos curiosos viatgers» | CyBee |

## Premios
| Año  | Premio                                    | Categoría                                              | Trabajo                     | Resultado |
| ---- | ----------------------------------------- | ------------------------------------------------------ | --------------------------- | --------- |
| 2015 | New York City International Film Festival | Mejor actriz principal                                 | Born                        | Ganadora  |
| 2019 | Premio Crítica de las Artes Escénicas     | Mejor actriz principal                                 | Una gossa en un descampart  | Ganadora  |
| 2019 | Premios Teatre Barcelona                  | Mejor actriz                                           | Una gossa en un descampart  | Ganadora  |
| 2020 | Fotogramas de Plata                       | Mejor actriz de televisión                             | Antidisturbios              | Ganadora  |
| 2021 | Festival Internacional de Cine de Almería | Mejor actriz de miniserie                              | Antidisturbios              | Nominada  |
| 2021 | Premios Ondas                             | Mejor intérprete femenina en ficción                   | Antidisturbios              | Ganadora  |
| 2021 | Premios Iris                              | Mejor actriz                                           | Antidisturbios              | Nominada  |
| 2021 | Premios El Ojo Crítico                    | El Ojo Crítico de Cine 2021                            | El Ojo Crítico de Cine 2021 | Ganadora  |
| 2021 | Premios Gaudí                             | Mejor actriz protagonista                              | Chavalas                    | Nominada  |
| 2021 | Premios Forqué                            | Mejor interpretación femenina en serie                 | Antidisturbios              | Nominada  |
| 2021 | Premios Feroz                             | Mejor interpretación femenina en serie                 | Antidisturbios              | Nominada  |
| 2021 | Premios Zapping                           | Mejor actriz                                           | Antidisturbios              | Nominada  |
| 2021 | Premios MiM Series                        | MIM a la mejor interpretación femenina de drama        | Antidisturbios              | Ganadora  |
| 2021 | Premios Platino                           | Mejor Interpretación Femenina en miniserie o teleserie | Antidisturbios              | Nominada  |
| 2022 | Semana de Cine de Medina del Campo        | Mejor actriz del sigo XXI                              | Mejor actriz del sigo XXI   | Ganadora  |
| 2022 | Premios Godot                             | Mejor actriz                                           | El Golem                    | Ganadora  |
| 2023 | Premios Talía                             | Mejor actriz protagonista de teatro de texto           | El Golem                    | Nominada  |
| 2023 | Premios Gaudí                             | Mejor actriz protagonista                              | Suro                        | Ganadora  |
| 2023 | Premios Goya                              | Mejor actriz protagonista                              | Suro                        | Nominada  |
| 2024 | Premios Fundación Princesa de Girona      | Categoría De las Artes 2024                            | Categoría De las Artes 2024 | Ganadora  |
| 2024 | Fotogramas de Plata                       | Mejor actriz de teatro                                 | Prima Facie                 | Ganadora  |
| 2024 | Premios de la Unión de Actores            | Mejor actriz protagonista de teatro                    | Prima Facie                 | Ganadora  |
| 2024 | Premios Talía                             | Mejor actriz protagonista de teatro de texto           | Prima Facie                 | Ganadora  |
| 2024 | Premios Godot                             | Mejor actriz de teatro                                 | Prima Facie                 | Ganadora  |